# (4870) Shcherbanʹ
(4870) Shcherbanʹ est un astéroïde de la ceinture principale.

## Description
(4870) Shcherbanʹ est un astéroïde de la ceinture principale. Il fut découvert le 25 octobre 1989 à Naoutchnyï par Lioudmila Jouravliova. Il présente une orbite caractérisée par un demi-grand axe de 3,21 UA, une excentricité de 0,08 et une inclinaison de 9,7° par rapport à l'écliptique.

## Compléments